# Serguéi Lémeshev
Serguéi Lémeshev (Serguéi Yákovlevich Lémeshev o Серге́й Я́ковлевич Ле́мешев) (10 de julio de 1902, Stároye Knyázevo, Tver – Moscú, 26 de junio de 1977) fue un tenor ruso.
Hijo de campesinos, fue enviado a estudiar de maestro zapatero a San Petersburgo, pero entrenándose como cantante logró entrar en el conservatorio moscovita entre 1921-25 donde estudió con Nazari Raisky (1875-1958). 
En 1924, cantó en el estudio de Konstantín Stanislavski, y luego en Sverdlovsk, Harbin y Tiflis. 
En 1931 debutó en el Teatro Bolshói de Moscú destacándose como el zar Berendéi (La doncella de nieve), Lensk' (Eugenio Oneguin), Werther, Romeo, el Duque en Rigoletto y Gerald (Lakmé). Iván Kozlovski (1900-1993) y él fueron los grandes tenores rusos del teatro. Sus admiradores se denominaban, respectivamente, lemeshistki y kozlovityanki.
En 1970, en su 77 cumpleaños, cantó por última vez el rol de Lenski. Fue su representación 501 del papel.

## Homenajes
Un año después de su muerte el asteroide 4561 fue llamado Lémeshev en su honor. 